# DM90
DM90 – seria niemieckich spalinowych zespołów trakcyjnych wyprodukowanych dla Kolei Holenderskich.

## Eksploatacja
| Państwo  | Przewoźnik                    | Oznaczenie | Liczba sztuk | Rok zakupu | Lata eksploatacji | Łączna liczba |
| -------- | ----------------------------- | ---------- | ------------ | ---------- | ----------------- | ------------- |
| Holandia | Nederlandse Spoorwegen        | NS 3400    | 0 (53)       | 1993       | 1996–2017         | 15 (53)       |
| Holandia | Brouwers Techniek             | NS 3400    | 14           | 2021       |                   | 15 (53)       |
| Holandia | Happy Train Fleet Services BV | NS 3400    | 1            | 2021       |                   | 15 (53)       |
| Polska   | SKPL                          | SD85       | 32           | 2020       | od 2024           | 32            |

DM '90 był używany w lokalnych pociągach między Leeuwarden i Wolvega oraz między Groningen i Zwolle. Ponadto w szczególnych przypadkach DM'90 był również wdrożony przez Syntus pomiędzy Zutphen i Hengelo – Oldenzaal oraz pomiędzy Zutphen i Winterswijk.
Od końca 2008 roku DM '90 był używany jako pociąg w godzinach szczytu na Maaslijn między Venray i Nijmegen z powodu problemów z przepustowością na tym odcinku. Liczba podróżnych na trasie Venray – Nijmegen również wzrosła o 50 procent od czasu przybycia Veolii. Kilka razy, zwłaszcza na stacji Cuijk, podróżni musieli zostać na peronie lub pociąg w ogóle się nie zatrzymywał z powodu nadmiernego tłoku. Veolia zdecydowała się na rozbudowę czterech dwuczęściowych składów pociągów w celu zwiększenia pojemności. Od końca 2009 r. cztery składy Velios zostały rozszerzone z dwóch do trzech barek, a Veolia zwróciła NS 3446 i 3447.
W ostatnich latach DM'90 (do 2017 r. włącznie) pociągi DM90 były nadal używane na dwóch liniach. Były to linie Sprinterów Zwolle – Kampen i Zwolle – Almelo – Hengelo – Enschede. Po wycofaniu jednostkę NS 3426 przekazano do Nederlands Spoorwegmuseum. Wycofana w 2014 roku jednostka NS 3424 służyła przez pewien czas jako pociąg testowo-pomiarowy.

### Kontrowersje związane ze sprzedażą dla Ferotrans
W 2017 roku Nederlandse Spoorwegen sprzedał czterdzieści osiem jednostek tego typu rumuńskiemu przewoźnikowi Ferotrans, który według planów miał do kwietnia 2018 roku wywieźć wszystkie jednostki z Nijmegen, aby ProRail mogło przeprowadzić rewitalizację bocznicy. Tak się jednak nie stało, w związku z czym ProRail ukarał NS karą grzywny 1000 euro, a sprawa trafiła do sądu. Podczas rozprawy dyrektor właściciel firmy Ferotrans Dumitru Anchidin twierdził, że NS nie dostarczyło niezbędnych dokumentów, a same jednostki były zbyt szerokie na rumuńskie tory. W związku zaistniałą sytuacją sąd anulował transakcję, a jednostki ostatecznie wróciły do NS.
W dodatku 14 kwietnia 2019 roku w sprzedanej dla Ferotrans jednostce NS 3410 odstawionej w Nijmegen doszło do eksplozji, w której zginęła jedna osoba. Uszkodzenia pojazdu spowodowały, że nie nadawał się już do przywrócenia do eksploatacji.

### Sprzedaż innym przewoźnikom
Pozostałe 32 zespoły trakcyjne zostały sprzedane w listopadzie 2020 w polskiej spółce kolejowej Stowarzyszenie Kolejowych Przewozów Lokalnych (SKPL). 28 listopada 2020 roku pierwsze cztery pary wyjechały z grupy torów postojowych Amsterdam Houtrakpolder w kierunku Polski. Od tamtego czasu jednostki te sukcesywnie były transportowane do Polski do Zagórza, oraz Koźmina Wielkopolskiego. Sprzedane pojazdy to 3402, 3404, 3406, 3407, 3411, 3413, 3415, 3421, 3425, od 3427 do 3440, od 3443 do 3450 i 3453.

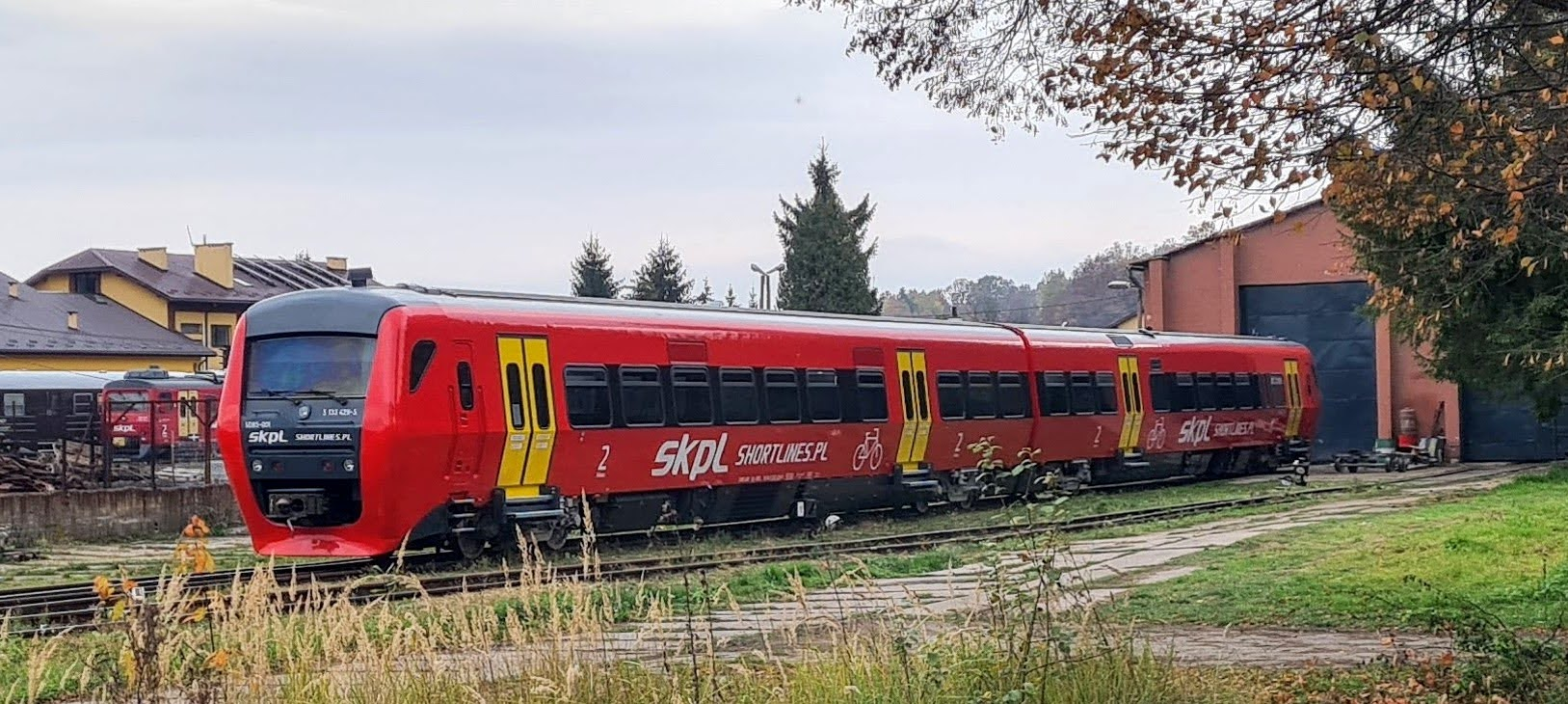
DM90 w bazie SKPL w Zagórzu po polonizacji w październiku 2022 r.

23 lipca 2021 roku po ukończonej naprawie jednostki 3429, której zmieniono oznaczenie na SD85-001 wykonano jazdę próbną na linii kolejowej nr 108. W związku z kryzysem uchodźczym spowodowanym inwazją Rosji na Ukrainę SD85-001 obsłużył tymczasowo pociąg relacji Sanok – Uherce przewożąc uchodźców z Ukrainy.
Pod koniec lutego 2024 roku spółka SKPL otrzymała dokumenty dopuszczeniowe dla pierwszego spalinowego zespołu trakcyjnego DM90 (SD85). We wrześniu 2024 roku pierwsze dwa jednostki SD85 o numerach 003 i 004 weszły do ruchu będąc dzierżawionymi w południowym zakładzie PKP Intercity na obsłudze połączeń z Krakowa do Zagórza i Jeleniej Góry przez niezelektryfikowane linie kolejowe w województwie dolnośląskim, opolskim i podkarpackim.